# Rallye Monte-Carlo 2000
Le Rallye Monte-Carlo 2000, 68e Rallye Automobile Monte-Carlo, est la première manche du championnat du monde des rallyes 2000. Il se déroule sur trois jours entre le 20 et le 22 janvier 2000. Le rallye se dispute dans les Hautes-Alpes et se compose de quinze spéciales. La distance cumulée des tronçons chronométrés est de 412,81 km. Le départ et l'arrivée se font à Monaco. Le rallye est remporté par Tommi Mäkinen et Risto Mannisenmäki.

## Engagés
| No.                                                               | Pilote                   | Copilote               | Écurie                       | Voiture                      | Pneus |
| ----------------------------------------------------------------- | ------------------------ | ---------------------- | ---------------------------- | ---------------------------- | ----- |
| Pilotes engagés par les écuries officielles dans la catégorie WRC |                          |                        |                              |                              |       |
| 1                                                                 | Tommi Mäkinen            | Risto Mannisenmäki     | Marlboro Mitsubishi Ralliart | Mitsubishi Lancer Evo VI     | M     |
| 2                                                                 | Freddy Loix              | Sven Smeets            | Marlboro Mitsubishi Ralliart | Mitsubishi Carisma GT Evo VI | M     |
| 3                                                                 | Richard Burns            | Robert Reid            | Subaru World Rally Team      | Subaru Impreza S5 WRC '99    | P     |
| 4                                                                 | Juha Kankkunen           | Juha Repo              | Subaru World Rally Team      | Subaru Impreza S5 WRC '99    | P     |
| 5                                                                 | Colin McRae              | Nicky Grist            | Ford Motor Co. Ltd.          | Ford Focus RS WRC '00        | M     |
| 6                                                                 | Carlos Sainz             | Luis Moya              | Ford Motor Co. Ltd.          | Ford Focus RS WRC '00        | M     |
| 7                                                                 | Didier Auriol            | Denis Giraudet         | SEAT Sport                   | SEAT Córdoba WRC Evo2        | P     |
| 8                                                                 | Toni Gardemeister        | Paavo Lukander         | SEAT Sport                   | SEAT Córdoba WRC Evo2        | P     |
| 9                                                                 | François Delecour        | Daniel Grataloup       | Peugeot Esso                 | Peugeot 206 WRC              | M     |
| 10                                                                | Gilles Panizzi           | Hervé Panizzi          | Peugeot Esso                 | Peugeot 206 WRC              | M     |
| 11                                                                | Armin Schwarz            | Manfred Hiemer         | Škoda Motorsport             | Škoda Octavia WRC            | M     |
| 12                                                                | Luís Climent             | Álex Romaní            | Škoda Motorsport             | Škoda Octavia WRC            | M     |
| 17                                                                | Marcus Grönholm          | Timo Rautiainen        | Peugeot Esso                 | Peugeot 206 WRC              | M     |
| Pilotes engagés à titre privé dans la catégorie WRC               |                          |                        |                              |                              |       |
| 18                                                                | Bruno Thiry              | Stéphane Prévot        | H.F. Grifone SRL             | Toyota Corolla WRC           | M     |
| 19                                                                | Henrik Lundgaard         | Jens-Christian Anker   | Henrik Lundgaard             | Toyota Corolla WRC           | M     |
| 20                                                                | Olivier Burri            | Christophe Hofmann     | Olivier Burri                | Toyota Corolla WRC           | M     |
| 27                                                                | Alessandro Ghezzi        | Primo Zonca            | Alessandro Ghezzi            | Toyota Corolla WRC           | M     |
| 28                                                                | Pier Lorenzo Zanchi      | Dario D'Esposito       | Pier Lorenzo Zanchi          | Toyota Corolla WRC           | M     |
| 29                                                                | Christophe Arnaud        | Stéphane Arnaud        | Christophe Arnaud            | Subaru Impreza 555           | M     |
| 30                                                                | Italo Ferrara            | Gabriele Bobbio        | Italo Ferrara                | Lancia Delta HF Integrale    | NC    |
| 31                                                                | Nigel Heath              | Chris Patterson        | Nigel Heath                  | Subaru Impreza 555           | P     |
| 32                                                                | Pierre Carestia          | Christophe Gianti      | Pierre Carestia              | Subaru Impreza S5 WRC '99    | NC    |
| 33                                                                | Roberto Di Giuseppe      | Francesco Carugno      | Roberto Di Giuseppe          | Lancia Delta HF Integrale    | NC    |
| 34                                                                | Georg Ruhl               | Ludwig Rühl jr.        | Georg Ruhl                   | Mitsubishi Lancer Evo        | NC    |
| Pilotes engagés dans la coupe du Groupe N                         |                          |                        |                              |                              |       |
| 16                                                                | Gustavo Trelles          | Jorge Del Buono        | Gustavo Trelles              | Mitsubishi Lancer Evo V      | NC    |
| 21                                                                | Manfred Stohl            | Peter Müller           | Manfred Stohl                | Mitsubishi Lancer Evo VI     | P     |
| 22                                                                | Uwe Nittel               | Detlef Ruf             | Uwe Nittel                   | Mitsubishi Carisma GT Evo VI | M     |
| 23                                                                | Boris Popovič            | Antonio Morassi        | Boris Popovič                | Mitsubishi Lancer Evo VI     | NC    |
| 24                                                                | Andrea Maselli           | Nicola Arena           | Andrea Maselli               | Mitsubishi Lancer Evo V      | P     |
| 25                                                                | Gianluigi Galli          | Guido D'Amore          | Vieffe Corse SRL             | Mitsubishi Lancer Evo V      | NC    |
| 26                                                                | Pieter Tsjoen            | Steven Vergalle        | Team Gamma                   | Mitsubishi Lancer Evo VI     | NC    |
| 51                                                                | Olivier Gillet           | Freddy Delorme         | Olivier Gillet               | Mitsubishi Lancer Evo VI     | NC    |
| 52                                                                | Philippe Rognoni         | Etienne Patrone        | Philippe Rognoni             | Mitsubishi Lancer Evo VI     | NC    |
| 53                                                                | Nicolas Latil            | Laurent Nicolas        | Nicolas Latil                | Mitsubishi Lancer Evo V      | NC    |
| 54                                                                | Claude Carret            | Julian Carret          | Claude Carret                | Mitsubishi Lancer Evo VI     | M     |
| 55                                                                | Hermann Gaßner sr.       | Siegfried Schrankl     | Hermann Gaßner sr.           | Proton Pert Evo V            | NC    |
| 56                                                                | Frédéric Schmit          | Christophe Schmit      | Frédéric Schmit              | Mitsubishi Lancer Evo V      | NC    |
| 57                                                                | Marco Menegatto          | Roberto Vittori        | Marco Menegatto              | Mitsubishi Lancer Evo VI     | NC    |
| 58                                                                | Marta Candian            | Mara Biotti            | Marta Candian                | Mitsubishi Lancer Evo V      | NC    |
| 59                                                                | Raimo Hämeenniemi        | Jaakko Pikkarainen     | Raimo Hämeenniemi            | Mitsubishi Lancer Evo III    | NC    |
| 60                                                                | Richard Bourcier         | Jean-Marc Ducousso     | Richard Bourcier             | Subaru Impreza GT Turbo      | NC    |
| 61                                                                | David Truphemus          | Pascal Saivre          | David Truphemus              | Ford Escort RS Cosworth      | NC    |
| 62                                                                | Bob Colsoul              | Tom Colsoul            | Bob Colsoul                  | Mitsubishi Lancer Evo IV     | NC    |
| 63                                                                | Riccardo Garosci         | Jean-Charles Descamps  | Riccardo Garosci             | Mitsubishi Lancer Evo VI     | NC    |
| 64                                                                | Michael Stoschek         | Klaus Wagner           | Michael Stoschek             | Mitsubishi Lancer Evo V      | NC    |
| 65                                                                | Uwe Forkert              | Fred Winklhofer        | FWU Premium Rally Team       | Mitsubishi Lancer Evo IV     | NC    |
| 66                                                                | Radek Švec               | Hana Komarovová        | Radek Švec                   | Mitsubishi Lancer Evo III    | NC    |
| 67                                                                | Serge Amorotti           | Hervé Amorotti         | Serge Amorotti               | Ford Escort RS Cosworth      | NC    |
| 68                                                                | Gérard Picot             | Nadine Gadet           | Gérard Picot                 | Subaru Impreza GT Turbo      | NC    |
| 69                                                                | François Bonny           | Christiane Bonny       | Lugano Racing Team           | Ford Escort RS Cosworth      | NC    |
| 70                                                                | Mickaël De Castelli      | Michel Robinet         | Mickaël De Castelli          | Subaru Impreza GT Turbo      | NC    |
| 71                                                                | Lilian Polge             | Marie-Noëlle Polge     | Lilian Polge                 | Subaru Impreza GT Turbo      | NC    |
| 72                                                                | Christian Caffardo       | Marielle Vescovi       | Christian Caffardo           | Subaru Impreza GT Turbo      | NC    |
| 73                                                                | Frédéric Ruelle-Jourdain | Pascal Serre           | Frédéric Ruelle-Jourdain     | Mazda 323 GT-R               | NC    |
| 74                                                                | Jürgen Barth             | Jean-Claude Perramond  | Jürgen Barth                 | Seat Ibiza TDI               | NC    |
| 75                                                                | Gabriele Cadringher      | Gianfranco Serembre    | Gabriele Cadringher          | Seat Ibiza TDI               | NC    |
| 76                                                                | Brice Tirabassi          | Sabrina De Castelli    | Brice Tirabassi              | Peugeot 306 Rallye           | NC    |
| 77                                                                | Horst Rotter             | Volker Schmidt         | Horst Rotter                 | Opel Astra GSi 16V           | NC    |
| 78                                                                | Serge Guiramand          | Jérôme Favier          | Serge Guiramand              | Renault Clio Williams        | NC    |
| 79                                                                | } Pascal Imbert          | Jean-Claude Imbert     | Pascal Imbert                | Renault Clio Williams        | NC    |
| 80                                                                | Stéphane Cornu           | Benoît Legras          | Stéphane Cornu               | Peugeot 205 GTI 1.9          | NC    |
| 81                                                                | Marc Dessi               | Vanessa Dessi          | Marc Dessi                   | Peugeot 205 GTI 1.9          | NC    |
| 82                                                                | Christian Grillerer      | Stephane Cambou        | Christian Grillerer          | Honda Integra Type-R         | NC    |
| 83                                                                | Bruno Zonta              | Roger Lassalle         | Bruno Zonta                  | Renault Clio Williams        | NC    |
| 84                                                                | Miguel Baudoin           | Eric Mattei            | Miguel Baudoin               | Renault Clio Williams        | NC    |
| 85                                                                | Jean-Pierre Roche        | Christophe Preve       | Jean-Pierre Roche            | Renault Clio 16S             | NC    |
| 86                                                                | Claude Bensimon          | Emmanuel Bracconi      | Claude Bensimon              | Renault Clio Williams        | NC    |
| 87                                                                | Michel Giry              | Marion Giry            | Michel Giry                  | Peugeot 306 S16              | NC    |
| 88                                                                | Michel Bour              | Denise Bour            | Michel Bour                  | Citroën Saxo VTS             | NC    |
| 89                                                                | Pascal Allemand          | Florent Allemand       | Pascal Allemand              | Peugeot 106 Rallye           | NC    |
| 90                                                                | Jean-Noël Dupouy         | Olivier Bourgier       | Jean-Noël Dupouy             | Peugeot 106 Rallye           | NC    |
| 91                                                                | Johan Bastiaens          | Marc Ceyssens          | Johan Bastiaens              | Honda Civic VTi              | NC    |
| 92                                                                | Roger Grimaud            | Jean-Christian Grimaud | Roger Grimaud                | Honda Civic VTi (EG6)        | NC    |
| 93                                                                | Paul-Louis Ristori       | Lucie Paoli            | Paul-Louis Ristori           | Peugeot 106 Rallye           | NC    |
| 94                                                                | Jean-Pierre Manavella    | Jean-Michel Mercier    | Jean-Pierre Manavella        | Škoda Felicia                | NC    |
| 95                                                                | Thierry Chabanne         | Isabelle Bernard       | Thierry Chabanne             | Peugeot 106 XSI              | NC    |
| Source :                                                          |                          |                        |                              |                              |       |

## Calendrier des spéciales
Les horaires indiqués sont ceux de l'Heure normale d'Europe centrale (CET) (UTC+1).
| Date                 | No.   | Horaire | Nom de la spéciale                  | Distance |
| -------------------- | ----- | ------- | ----------------------------------- | -------- |
| 1er jour — 112.83 km |       |         |                                     |          |
| 20 janvier           | 12h03 | SS1     | Tourette du Château — Saint Antonin | 24.81 km |
| 20 janvier           | 12h36 | SS2     | Saint Pierre — Entrevaux            | 30.63 km |
| 20 janvier           | 14h40 | SS3     | Norante — Etablissement Thermal     | 19.75 km |
| 20 janvier           | 17h28 | SS4     | Selonnet — Bréziers 1               | 17.94 km |
| 20 janvier           | 18h01 | SS5     | Rochebrune — Urtis 1                | 19.70 km |
| 2e jour — 162.35 km  |       |         |                                     |          |
| 21 janvier           | 08h38 | SS6     | L'Epine — Rosans                    | 31.40 km |
| 21 janvier           | 11h11 | SS7     | Ruissas — Eygalayes                 | 27.70 km |
| 21 janvier           | 13h29 | SS8     | Plan de Vitrolles — Faye            | 48.55 km |
| 21 janvier           | 16h28 | SS9     | Prunières — Embrun                  | 34.12 km |
| 21 janvier           | 17h31 | SS10    | Saint Clément — Saint Sauveur       | 20.58 km |
| 3e jour — 137.63 km  |       |         |                                     |          |
| 22 janvier           | 07h12 | SS11    | Selonnet — Bréziers 2               | 17.94 km |
| 22 janvier           | 07h45 | SS12    | Rochebrune — Urtis 2                | 19.70 km |
| 22 janvier           | 09h25 | SS13    | Sisteron — Thoard                   | 36.94 km |
| 22 janvier           | 12h40 | SS14    | Saint Auban — Bif. D10/D17          | 29.17 km |
| 22 janvier           | 15:56 | SS15    | Sospel — La Bollène Vésubie         | 33.88 km |
| Source :             |       |         |                                     |          |

## Résumé de l'épreuve

### Premier jour
Gilles Panizzi signe le premier temps scratch du rallye et prend la tête du classement. Le quadruple champion du monde en titre, Tommi Mäkkinen, connaît des difficultés lors de la première spéciale en raison de vibrations sur les pneus de sa Mitsubishi.
Lors de la deuxième spéciale, sur des routes sèches mais comportant encore des plaques de verglas, Panizzi heurte une congère et termine son parcours en roulant à 10 km/h, sa suspension arrière étant endommagée. Auteur du deuxième meilleur temps, Richard Burns, malgré un tête-à-queue, s'empare de la tête du rallye. Lors des deux premières spéciales, Armin Scharz est confronté à un problème mécanique, le moteur de sa Škoda Octavia WRC n'ayant plus que trois cylindres.
Victime de problèmes gastriques la nuit précédant la première spéciale, François Delecour parvient à rester au contact des leader. Pour sa première course au volant de la Toyota Corolla WRC, le Belge Bruno Thiry signe le troisième meilleur temps lors de la première spéciale, mais il ne parvient pas à rééditer cette performance lors de la deuxième spéciale.
Mäkinen remporte la quatrième spéciale et devient leader du rallye. Il récidive lors de la cinquième et dernière spéciale de la journée, devançant Burns de près de sept secondes et portant son avance sur ce dernier à douze secondes au général.
| Classement | Pilote      | Voiture                   | Temps         |
| ---------- | ----------- | ------------------------- | ------------- |
| 1          | Panizzi     | Peugeot 206 WRC           | 17 min 58,2 s |
| 2          | Burns       | Subaru Impreza S5 WRC '99 | 18 min 03,3 s |
| 3          | Thiry       | Toyota Corolla WRC        | 18 min 10,4 s |
| 4          | Gardmeister | SEAT Córdoba WRC Evo2     | 18 min 14,0 s |
| 5          | Mäkinen     | Mitsubishi Lancer Evo VI  | 18 min 16,6 s |

| Classement | Pilote    | Voiture                   | Temps         |
| ---------- | --------- | ------------------------- | ------------- |
| 1          | Mäkinen   | Mitsubishi Lancer Evo VI  | 22 min 17,7 s |
| 2          | Burns     | Subaru Impreza S5 WRC '99 | 22 min 24,8 s |
| 3          | Panizzi   | Peugeot 206 WRC           | 22 min 38,7 s |
| 4          | McRae     | Ford Focus RS WRC '00     | 22 min 58,2 s |
| 5          | Kankkunen | Subaru Impreza S5 WRC '99 | 23 min 04,3 s |

| Classement | Pilote      | Voiture                   | Temps         |
| ---------- | ----------- | ------------------------- | ------------- |
| 1          | Burns       | Subaru Impreza S5 WRC '99 | 12 min 49,8 s |
| 2          | Panizzi     | Peugeot 206 WRC           | 12 min 51,3 s |
| 3          | Mäkinen     | Mitsubishi Lancer Evo VI  | 12 min 52,4 s |
| 4          | Gardmeister | SEAT Córdoba WRC Evo2     | 12 min 58,2 s |
| 5          | Sainz       | Ford Focus RS WRC '00     | 13 min 00,9 s |

| Classement | Pilote   | Voiture                   | Temps         |
| ---------- | -------- | ------------------------- | ------------- |
| 1          | Mäkinen  | Mitsubishi Lancer Evo VI  | 12 min 47,6 s |
| 2          | Panizzi  | Peugeot 206 WRC           | 13 min 01,6 s |
| 3          | Burns    | Subaru Impreza S5 WRC '99 | 13 min 01,9 s |
| 4          | Sainz    | Ford Focus RS WRC '00     | 13 min 07,1 s |
| 5          | Delecour | Peugeot 206 WRC           | 13 min 13,1 s |

| Classement | Pilote   | Voiture                   | Temps         |
| ---------- | -------- | ------------------------- | ------------- |
| 1          | Mäkinen  | Mitsubishi Lancer Evo VI  | 16 min 19,8 s |
| 2          | Burns    | Subaru Impreza S5 WRC '99 | 16 min 26,6 s |
| 3          | Panizzi  | Peugeot 206 WRC           | 16 min 34,9 s |
| 4          | Sainz    | Ford Focus RS WRC '00     | 16 min 36,8 s |
| 5          | Gronholm | Peugeot 206 WRC           | 16 min 41,6 s |

| Classement | Pilote      | Voiture                   | Temps             |
| ---------- | ----------- | ------------------------- | ----------------- |
| 1          | Mäkinen     | Mitsubishi Lancer Evo VI  | 1 h 22 min 34,1 s |
| 2          | Burns       | Subaru Impreza S5 WRC '99 | 1 h 22 min 46,4 s |
| 3          | Panizzi     | Peugeot 206 WRC           | 1 h 23 min 04,7 s |
| 4          | Sainz       | Ford Focus RS WRC '00     | 1 h 24 min 25,2 s |
| 5          | Delecour    | Peugeot 206 WRC           | 1 h 24 min 39,0 s |
| 6          | Gardmeister | SEAT Córdoba WRC Evo2     | 1 h 24 min 55,5 s |
| 7          | McRae       | Ford Focus RS WRC '00     | 1 h 25 min 05,9 s |
| 8          | Kankkunen   | Subaru Impreza S5 WRC '99 | 1 h 25 min 09,3 s |
| 9          | Thiry       | Toyota Corolla WRC        | 1 h 25 min 27,6 s |
| 10         | Gronholm    | Peugeot 206 WRC           | 1 h 25 min 58,3 s |

## Vainqueurs des spéciales
| Jour              | Numéro de la spéciale | Nom de la spéciale                  | Distance | Vainqueur        | Voiture                   | Temps            | Leader du rallye |
| ----------------- | --------------------- | ----------------------------------- | -------- | ---------------- | ------------------------- | ---------------- | ---------------- |
| 1er jour (20 Jan) | SS1                   | Tourette du Château — Saint Antonin | 24.81 km | Gilles Panizzi   | Peugeot 206 WRC           | 17:58.2          | Gilles Panizzi   |
| 1er jour (20 Jan) | SS2                   | Saint Pierre — Entrevaux            | 30.63 km | Tommi Mäkinen    | Mitsubishi Lancer Evo VI  | 22:17.7          | Richard Burns    |
| 1er jour (20 Jan) | SS3                   | Norante — Etablissement Thermal     | 19.75 km | Richard Burns    | Subaru Impreza S5 WRC '99 | 12:49.8          | Richard Burns    |
| 1er jour (20 Jan) | SS4                   | Selonnet — Bréziers 1               | 17.94 km | Tommi Mäkinen    | Mitsubishi Lancer Evo VI  | 12:47.6          | Tommi Mäkinen    |
| 1er jour (20 Jan) | SS5                   | Rochebrune — Urtis 1                | 19.70 km | Tommi Mäkinen    | Mitsubishi Lancer Evo VI  | 16:19.8          | Tommi Mäkinen    |
| 2e jour (21 Jan)  | SS6                   | L'Épine — Rosans                    | 31.40 km | Spéciale annulée | Spéciale annulée          | Spéciale annulée | Tommi Mäkinen    |
| 2e jour (21 Jan)  | SS7                   | Ruissas — Eygalayes                 | 27.70 km | Juha Kankkunen   | Subaru Impreza S5 WRC '99 | 17:01.6          | Tommi Mäkinen    |
| 2e jour (21 Jan)  | SS8                   | Plan de Vitrolles — Faye            | 48.55 km | Tommi Mäkinen    | Mitsubishi Lancer Evo VI  | 31:06.1          | Tommi Mäkinen    |
| 2e jour (21 Jan)  | SS9                   | Prunières — Embrun                  | 34.12 km | Colin McRae      | Ford Focus RS WRC '00     | 20:09.5          | Tommi Mäkinen    |
| 2e jour (21 Jan)  | SS10                  | Saint Clément — Saint Sauveur       | 20.58 km | Tommi Mäkinen    | Mitsubishi Lancer Evo VI  | 13:44.1          | Tommi Mäkinen    |
| 3e jour (22 Jan)  | SS11                  | Selonnet — Bréziers 2               | 17.94 km | Colin McRae      | Ford Focus RS WRC '00     | 12:46.1          | Tommi Mäkinen    |
| 3e jour (22 Jan)  | SS12                  | Rochebrune — Urtis 2                | 19.70 km | Tommi Mäkinen    | Mitsubishi Lancer Evo VI  | 16:16.1          | Tommi Mäkinen    |
| 3e jour (22 Jan)  | SS13                  | Sisteron — Thoard                   | 36.94 km | Juha Kankkunen   | Subaru Impreza S5 WRC '99 | 25:04.0          | Tommi Mäkinen    |
| 3e jour (22 Jan)  | SS14                  | Saint Auban — Bif. D10/D17          | 29.17 km | Carlos Sainz     | Ford Focus RS WRC '00     | 19:23.9          | Tommi Mäkinen    |
| 3e jour (22 Jan)  | SS15                  | Sospel — La Bollène Vésubie         | 33.88 km | Carlos Sainz     | Ford Focus RS WRC '00     | 23:34.2          | Tommi Mäkinen    |

## Classement final

### Classement général toutes catégories confondues
| Position | Numéro | Pilote            | Copilote           | Écurie                       | Voiture                      | Temps     | Écart   | Points |
| -------- | ------ | ----------------- | ------------------ | ---------------------------- | ---------------------------- | --------- | ------- | ------ |
| 1        | 1      | Tommi Mäkinen     | Risto Mannisenmäki | Marlboro Mitsubishi Ralliart | Mitsubishi Lancer Evo VI     | 4:23:35.8 |         | 10     |
| 2        | 6      | Carlos Sainz      | Luis Moya          | Ford Motor Co. Ltd.          | Ford Focus RS WRC '00        | 4:25:00.7 | +1:24.9 | 6      |
| 3        | 4      | Juha Kankkunen    | Juha Repo          | Subaru World Rally Team      | Subaru Impreza S5 WRC '99    | 4:26:57.2 | +3:21.4 | 4      |
| 4        | 8      | Toni Gardemeister | Paavo Lukander     | SEAT Sport                   | SEAT Córdoba WRC Evo2        | 4:27:20.9 | +3:45.1 | 3      |
| 5        | 18     | Bruno Thiry       | Stéphane Prévot    | H.F. Grifone SRL             | Toyota Corolla WRC           | 4:28:24.2 | +4:48.4 | 2      |
| 6        | 2      | Freddy Loix       | Sven Smeets        | Marlboro Mitsubishi Ralliart | Mitsubishi Carisma GT Evo VI | 4:30:39.9 | +7:04.1 | 1      |
| Source : |        |                   |                    |                              |                              |           |         |        |

### Classement des pilotes engagés par les écuries officielles
| Position           | Position             | Numéro | Pilote            | Copilote           | Écurie                       | Voiture                      | Temps     | Écart    | Points |
| Classement général | Classement catégorie | Numéro | Pilote            | Copilote           | Écurie                       | Voiture                      | Temps     | Écart    | Points |
| ------------------ | -------------------- | ------ | ----------------- | ------------------ | ---------------------------- | ---------------------------- | --------- | -------- | ------ |
| 1                  | 1                    | 1      | Tommi Mäkinen     | Risto Mannisenmäki | Marlboro Mitsubishi Ralliart | Mitsubishi Lancer Evo VI     | 4:23:35.8 |          | 10     |
| 2                  | 2                    | 6      | Carlos Sainz      | Luis Moya          | Ford Motor Co. Ltd.          | Ford Focus RS WRC '00        | 4:25:00.7 | +1:24.9  | 6      |
| 3                  | 3                    | 4      | Juha Kankkunen    | Juha Repo          | Subaru World Rally Team      | Subaru Impreza S5 WRC '99    | 4:26:57.2 | +3:21.4  | 4      |
| 4                  | 4                    | 8      | Toni Gardemeister | Paavo Lukander     | SEAT Sport                   | SEAT Córdoba WRC Evo2        | 4:27:20.9 | +3:45.1  | 3      |
| 6                  | 5                    | 2      | Freddy Loix       | Sven Smeets        | Marlboro Mitsubishi Ralliart | Mitsubishi Carisma GT Evo VI | 4:30:39.9 | +7:04.1  | 1      |
| 7                  | 6                    | 11     | Armin Schwarz     | Manfred Hiemer     | Škoda Motorsport             | Škoda Octavia WRC            | 4:33:24.1 | +9:48.3  | 0      |
| 10                 | 7                    | 12     | Luís Climent      | Álex Romaní        | Škoda Motorsport             | Škoda Octavia WRC            | 4:44:25.3 | +20:49.5 | 0      |
| Abandon SS15       | Abandon SS15         | 5      | Colin McRae       | Nicky Grist        | Ford Motor Co. Ltd.          | Ford Focus RS WRC '00        | Moteur    | Moteur   | 0      |
| Abandon SS14       | Abandon SS14         | 7      | Didier Auriol     | Denis Giraudet     | SEAT Sport                   | SEAT Córdoba WRC Evo2        | Moteur    | Moteur   | 0      |
| Abandon SS7        | Abandon SS7          | 3      | Richard Burns     | Robert Reid        | Subaru World Rally Team      | Subaru Impreza S5 WRC '99    | Engine    | Engine   | 0      |
| Abandon SS7        | Abandon SS7          | 9      | François Delecour | Daniel Grataloup   | Peugeot Esso                 | Peugeot 206 WRC              | Moteur    | Moteur   | 0      |
| Abandon SS7        | Abandon SS7          | 10     | Gilles Panizzi    | Hervé Panizzi      | Peugeot Esso                 | Peugeot 206 WRC              | Moteur    | Moteur   | 0      |
| Abandon SS7        | Abandon SS7          | 17     | Marcus Grönholm   | Timo Rautiainen    | Peugeot Esso                 | Peugeot 206 WRC              | Moteur    | Moteur   | 0      |
| Source:            |                      |        |                   |                    |                              |                              |           |          |        |

## Classements généraux à l'issue du rallye
| Position | Championnat des pilotes | Championnat des pilotes | Championnat des copilotes | Championnat des copilotes | Championnat des constructeurs | Championnat des constructeurs |
| Position | Pilote                  | Points                  | Copilote                  | Points                    | Écurie                        | Points                        |
| -------- | ----------------------- | ----------------------- | ------------------------- | ------------------------- | ----------------------------- | ----------------------------- |
| 1        | Tommi Mäkinen           | 10                      | Risto Mannisenmäki        | 10                        | Marlboro Mitsubishi Ralliart  | 12                            |
| 2        | Carlos Sainz            | 6                       | Luis Moya                 | 6                         | Ford Motor Co. Ltd.           | 6                             |
| 3        | Juha Kankkunen          | 4                       | Juha Repo                 | 4                         | Subaru World Rally Team       | 4                             |
| 4        | Toni Gardemeister       | 3                       | Paavo Lukander            | 3                         | SEAT Sport                    | 3                             |
| 5        | Bruno Thiry             | 2                       | Stéphane Prévot           | 2                         | Škoda Motorsport              | 1                             |